# CANAAN
《카난》(CANAAN)은 2009년 7월부터 9월까지 일본에서 방영된 TV 애니메이션이다. P.A.WORKS가 제작했으며, 애니메이션 제작 발표 초기의 타이틀은 428 THE ANIMATION이었다.

## 개요
본 작품은 츈 소프트의 컴퓨터 게임 428 ~봉쇄된 시부야에서~(『428 〜封鎖された渋谷で〜』)에 수록되어 있는 보너스 시나리오(TYPE-MOON 제작)를 소재로 만들어졌다. 상기 게임의 본편은 일본의 시부야가 배경이지만, 이 보너스 시나리오는 중국 상하이를 배경으로 삼고 있다. 핵심 소재는 주인공 카난이 가진 공감각.
2009년에 열린 제 13회 문화청 미디어 예술제 애니메이션 부문 심사 위원회 추천 작품으로 선정되었다. 국내에서는 애니플러스에서 자막방송으로 방영하였다.

## 줄거리
때는 시부야를 덮친 UA 바이러스 테러로부터 2년 후. 사건의 피해자 중 한 사람인 오오사와 마리아는 카메라맨이 되어 헤븐 출판의 신인으로 입사하고, 선배인 미노리카와 미노루와 함께 상하이를 방문한다. 마리아는 현지에서 횡행하는 범죄 조직 '뱀'의 음모에 휘말리게 되지만 과거에 친구가 된 철의 투쟁 대행인 카난이 나타나 위기로부터 그녀를 구해준다. '뱀'의 수장이자 숙연의 상대인 알파르드 알 슈야와의 싸움을 반복하던 카난은 그녀를 추적하기 위해 마리아, 미노루와 함께 행동한다. 이와 함께 뱀의 음모에 관련된 각국의 첩보조직도 머리를 내밀고, 카난을 중심으로 사람들의 운명이 움직이기 시작한다.

## 등장인물

### 주요 캐릭터
카난 (カナン)
CV. 사와시로 미유키
알파르드 알 슈야 (アルファルド・アル・シュヤ)
CV. 사카모토 마아야
오오사와 마리아 (大沢 マリア)
CV. : 난조 요시노
미노리카와 미노루 (御法川 実)
CV. 하마다 겐지
량 치이 (リャン・チー)
CV. 다나카 리에
카밍즈 (カミングズ)
CV. 오카와 도루
윤윤 (ユンユン)
CV. 토마츠 하루카
나츠메 (夏目)
CV. 미나가와 준코
핫코 (ハッコー)
CV. 노토 마미코
산타나 (サンタナ)
CV. 히로타 히로아키

### 기타 캐릭터
네네 (ネネ)
CV. 다카가키 아야히

## 용어 해설
공감각 (共感覚)
카난이 가지고 있는 특수한 능력. 각 뇌수의 오감이 서로서로 간섭한다. (카난의 경우에는 오감이 서로 반응한다.)
뱀
알파르드가 이끄는 무장 범죄 조직. CIA와 결탁해, UA 바이러스를 써서 인간병기를 만드려는 '플라워 가든 계획'을 추진하는 등 어둠의 세계에서 활약한다. 다이다라사를 경영하는 등 윤택한 자금원을 가지고 있어서 테러 조직의 수준을 뛰어넘은 고급 무기나 장비들을 갖추고 있다.
UA 바이러스 (UA virus)
예전에 일본을 뒤흔든 적이 있는 살인적인 바이러스. 감염자는 약 12시간에 뼈와 골격근 이외의 몸 전체에서 피를 흘리며, 100% 사망한다. 일본의 오오코시 제약에서 항바이러스제를 개발하는 중. UA란(위아) 스와힐리 어로 '꽃' 또는 '죽음'을 의미한다.
보너 (boner)
UA 바이러스의 감염에 의해 신체의 변이나 특수한 능력을 발현한 인간. 몸의 어디엔가 꽃 모양의 반점이 나타난다. 뱀 조직과 CIA가 꾸미는 '플라워 가든 계획'의 인체실험에 의해 생겨난 존재들로 이들이 살아남으려면 뱀이 공급하는 특별한 약을 필요로 한다. 극중 등장하는 보너는 모두 '사라진 마을' 출신자이다. 보너란 이름은 '걸작'을 의미한다.
언블룸 (unbloom)
UA 바이러스 감염자이지만 보너가 되지 않은 인간. 보너처럼 몸에 꽃 모양 반점을 가지고 있지만 신체의 변이를 일으키거나 특수한 능력을 발현하지 않는다. 또, 보너처럼 약으로 감염 증상을 억제하지 않고, 뱀 조직이 만든 인형의 머리 모양 쓰개를 착용해서 생명을 유지하고 있다. 언블룸이라는 이름은 '됨됨이가 좋지 못함'을 의미한다.
플라워 가든 계획
UA 바이러스를 이용해 인간 병기를 만들어 내는 인체실험 계획. 일찍이 결탁한 뱀과 CIA가 팩토리를 거점으로서 추진하고 있었다.
헤븐 출판
미노리카와 미노루, 오오사와 마리아의 직장. 출판사.
다이 다라사 (DAEDARA Co.)
뱀의 방패역인 외국계 PMC(민간 군사 회사). 상하이에서 행해진 「대테러 국제 회의」를 경비한다.
사라진 마을
카슈미르 지방에 존재하는 작은 마을. 핫코와 윤윤의 고향이다. 어느날 갑자기 모든 주민들이 가재도구를 남기고 홀연히 사라졌다. 마을 사람들의 실종의 그 진상은 뱀과 결탁한 CIA가 UA 바이러스를 사용한 인체실험의 무대로 이 마을을 선택하면서 주민들이 강제적으로 '플라워 가든 계획'의 피험자가 되어 버렸기 때문이다. 감염에 의해 많은 사람이 사망했지만, 장수한 사람도 납치되어 팩토리에 수용되고, 연구의 재료로 다뤄졌다.
랑그레이 (Langley,VA)
CIA(중앙정보국)의 통칭. 이름은 본부의 소재지인 버지니아주 랑그레이에서 유래.
팩토리 (factory)
알파르드의 주도 아래 뱀이 만든 플라워 가든 계획의 연구시설. 거대한 유적을 파헤쳐 건설했다. 산타나의 말에 따르면 저주받아야 하는 곳. 플라워 가든 계획의 임종과 함께 파괴되었다.

## 스태프
- 원작 : 춘 소프트 <428 ~봉쇄된 시부야에서~>
- 원안 : 나스 키노코
- 감독 : 안도 마사히로
- 시리즈 구성 : 오카다 마리
- 캐릭터 원안 : 다케우치 다카시
- 촬영 감독 : 나미키 사토시
- 음향 감독 : 아케다 가와히토
- 프로듀서 : 오시마 야스시, 호리카와 겐지, 가와무라 사토시
- 애니메이션 제작 : P.A.WORKS
- 제작 : Project CANAAN